# Протекционизм
Протекциони́зм (фр. protectionnisme, от лат. protectio — защита, покровительство) — внешнеторговая политика государства, направленная на ограничение ввоза импортных и поддержку производства аналогичных внутренних товаров и услуг. Целями протекционизма могут быть, например, рост валового национального дохода, увеличение занятости населения, улучшение социальных показателей.
В экономической теории протекционистская доктрина является противоположной доктрине свободной торговли — фритредерству. Сторонники протекционизма критикуют доктрину свободной торговли с позиций роста национального производства, занятости населения и улучшения демографических показателей. Оппоненты протекционизма критикуют его с позиций свободы предпринимательства и защиты прав потребителей, ухудшения жизни населения и замедления экономического роста.

## Политика протекционизма
Для достижения общих целей экономической политики протекционизм использует совокупность ограничительных мер:
- ввозные таможенные пошлины (таможенная политика);
- импортные квоты и торговое эмбарго;
- систему сертификации безопасности товаров и услуг;
- защиту интеллектуальной собственности, патенты и копирайт;
- административные барьеры: бюрократические запреты, согласования, таможенные процедуры;
- добровольное ограничение экспорта;
- технические барьеры: обязательная информация на упаковке, маркировка, стандартизация продукта, санитарные и ветеринарные формы;
- субсидии для производителей, занимающихся экспортом товаров и услуг: льготное кредитование, компенсация ряда расходов, льготное налогообложение;
- субсидии для производителей, выпускающих товары и услуги на внутренний рынок;
- субсидии для потребителей, покупающих товары и услуги местных производителей;
- предоставление грантов и других форм поощрения экспортёров;
- валютный контроль: ограничения на обменные операции, контроль за движением капитала;
- вмешательство в валютный курс: снижение курса национальной валюты;
- предоставление льготных займов и кредитов местным производителям;
- дискриминацию в отношении иностранных работников и инвесторов;
- проведение политических патриотических кампаний в форме «покупай только отечественное»;
- преференции местным товарам и услугам при проведении коммерческих тендеров;
- государственные расходы, поддерживающие местных производителей, и государственный закуп только у отечественных производителей;
- осуществление каботажных перевозок только судами под национальным флагом;
- политику санкций в отношении конкурирующих стран и производителей.

### Стратегия проведения протекционизма
Сторонниками протекционизма считается, что наибольший положительный эффект достигается:
1. при единообразии применения импортных и экспортных пошлин, субсидий и налогов по отношению ко всем субъектам, без каких-либо исключений;
2. при повышении размеров пошлин и субсидий по мере увеличения глубины переработки и при полной отмене пошлин на импортируемое сырьё;
3. при сплошном обложении импортными пошлинами всех товаров и изделий, либо уже производимых в стране, либо тех, производство которых в принципе имеет смысл развивать (как правило, в размере не менее 25-30 %, но и не на уровне, который является запретительным для любого конкурирующего импорта);
4. при отказе от таможенного обложения импорта товаров, производство которых невозможно или нецелесообразно (например, бананов на севере Европы).

### Виды протекционизма
Выделяется несколько форм протекционизма:
- Селективный протекционизм — защита от конкретного товара, или против конкретного государства;
- Отраслевой протекционизм — защита конкретной отрасли;
- Коллективный протекционизм — взаимная защита нескольких объединившихся в союз стран;
- Скрытый протекционизм — протекционизм при помощи нетаможенных методов.

К ним можно добавить современные виды:
- Местный протекционизм — протекционизм продукции и услуг местных компаний;
- Зелёный протекционизм — протекционизм при помощи норм экологического права[5][6][7][8].

## Эффекты протекционизма
Протекционистские меры должны помогать решать проблему проигравших от глобализации экономических регионов и отраслей. Однако так ли это на самом деле, зависит от множества обстоятельств: в частности, от того, насколько конкурентным является рынок труда и действуют ли на нем институты, помогающие усилить переговорную позицию работника. Если на рынке труда установилась монопсония (т. е. диктатура спроса, в данном случае нанимателя), а на стороне работника не играют ни профсоюзы, ни федеральные власти, законодательно определяющие размер минимальной зарплаты, позволяющей сотрудникам зарабатывать доходы, заметно превышающие прожиточный минимум, то протекционистские меры слабо влияют на положение подавляющего большинства тех, кто рискует проиграть от глобализации.

### Положительные
По мнению сторонников протекционизма, при грамотном введении он может поспособствовать развитию промышленности страны, её устойчивому экономическому росту, в то время как свободная торговля (фритредерство) может привести к разрушению её промышленности, экономическому упадку и обнищанию, если она вводится в стране с недостаточно высоким уровнем развития промышленности. В подтверждение своего мнения эти экономисты ссылаются на примеры индустриализации и роста благосостояния стран, проводивших протекционистскую политику и обратные примеры деиндустриализации и обнищания стран, проводивших политику свободной торговли (фритредерства). Как полагают эти экономисты, чем больше страна отстала от ведущих держав и чем больше у неё климатических и географических недостатков, снижающих её конкурентоспособность (суровый климат, низкая плотность населения, удалённость от главных транспортных путей), тем выше должны быть протекционистские барьеры для развития её национальной промышленности; в частности, как заявлял экономист и социальный философ Людвиг фон Мизес: «Протекционизм незаменим там, где нет внутренней свободной торговли. И все же экономический национализм неизбежен там, где правительство вмешивается в дела: свободная торговля даже в краткосрочной перспективе может сорвать цели, преследуемые различными интервенционистскими силами».
Кроме того, по мнению этих экономистов, ограничительные меры вводятся для достижения следующих задач:
- поддержка начинающей отрасли или продукта в ранней стадии жизненного цикла товара, получения передышки в период модернизации отрасли[2][25];
- обеспечение национальной безопасности: сохранение отраслей, связанных с национальной обороной (ВПК)[2][25];
- диверсификация производства ради стабильности, укрепляя политическую и экономическую независимость страны[2];
- увеличение и защита уровня занятости населения страны, защита со стороны более дешёвой иностранной рабочей силы[2];
- защита от демпинга: от стран, сбрасывающих товары в чужой стране ниже себестоимости с целью уничтожения конкурента или установки монопольного положения[2];
- пополнение дохода государственного бюджета страны за счет увеличившихся таможенных платежей[26];

Как обоснование несостоятельности аргументов против протекционизма также рассматривается:
- Уменьшение дохода местных бюджетов за счёт сокращения налоговых выплат от торговых фирм, занимающихся импортными товарами, в связи с уменьшением объёма продаж, перекрывается суммами налоговых отчислений местных производителей за счёт роста объёма продаж[25].
- Уменьшение дохода государственного бюджета из-за сокращения таможенных пошлин в связи с сокращением количества импортных товаров может перекрываться значительным увеличением таможенных пошлин с единицы импортного товара, и значительным увеличением налоговых отчислений местных производителей и местных поставщиков в связи с ростом объёма производства (отмечал ещё Д. И. Менделеев)[27].
- Сокращение штата в торговых фирмах, занимающихся импортными товарами, замещается значительным ростом занятости населения у местных производителей[26].
- Введение ограничительных мер приводит к ведению ответных действий, но и способствует экономическому и политическому сотрудничеству между странами в договорных процессах, в которых выясняются выгоды и потери друг друга, определяются с ценами за вход на рынок, и таким образом убирают барьеры входа. Страны, создавая собственный рынок сбыта и каналы сбыта и тратя ресурсы на его поддержание, выставляют плату за вход на собственный рынок в той или иной форме[28][29].
- Снижение благосостояния потребителей импортных товаров из-за увеличения цен на них и снижения количества потребления данных товаров связано с несовершенством отечественного рынка: будет происходить рост дополнительных социальных выгод от прироста производства[30]. Введение импортных пошлин приводит к снижению цен на импортные товары (после вычета самой пошлины), что после прямого перераспределения к потребителям приводит к общей выгоде[31], в связи с увеличением объёма производства ожидается снижение цен на рынках сырья, используемого в производстве местных производителей, после чего в долгосрочной периоде приведёт к снижению цен на самом рынке товаров[30].
- Нарастание недовольства граждан по поводу сокращения импортных товаров и роста цен на импортные товары перекрывается реальным ростом благосостояния трудящихся, занятых у местных производителей[32].
- Сохраняются неэффектные производства, но это только при условии самоизоляции и последующей консервации отсталости в отрасли. Ещё Ф. Лист отмечал, что сам протекционизм не создаёт богатство и не увеличивает благосостояние людей, но способствует, являясь производительной силой[33].
- Усиление монополизма отечественных производителей и повышенная маржа на рынке после ухода импортеров способствует притоку новых отечественных производителей, способствует конкуренции среди местных производителей и снижению цен в долгосрочной периоде согласно общей концепции экономической теории[33].

Сторонники протекционизма утверждают, что страны Европы и Северной Америки смогли провести свою индустриализацию в XVIII—XIX вв. в основном благодаря протекционистской политике. По их мнению, периоды бурного промышленного роста этих стран совпадали с периодами протекционизма, включая новый рывок в экономическом развитии, произошедший в странах Запада в середине XX в. (создание «государств всеобщего благоденствия»). Кроме того, они утверждают, подобно меркантилистам XVII—XVIII вв., что протекционизм способствует более высокой рождаемости и более быстрому естественному росту населения. В то же время протекционизм государств того периода развивался на платформе жёсткой центристской колониальной политики, которая компенсировала возможный экономический дисбаланс метрополий, но при этом экономически ослабляла принадлежащие ей колонии.
Неолиберальные экономисты против проведения политики торговых ограничений, однако, считают, что существует обоснованная необходимость государственного ограничения свободной торговли в целях защиты их экономики страны и уровня жизни людей. Американское правительство активно использует протекционистские меры на протяжении всей истории. Ярым сторонником крайнего протекционизма в США выступал 25-й президент США Уильям Мак-Кинли.
Все государства используют (или использовали) те или иные меры протекционистской политики в своей истории в связи с тем, что существует положительная зависимость между мерами протекционизма (высоким уровнем импортных пошлин, девальвации национальной валюты, субсидиями экспортных и внутренних отраслей) и ростом валового национального дохода.

### Отрицательные
Критики протекционизма обычно указывают на то, что таможенные пошлины повышают стоимость импортных товаров внутри страны, от чего могут пострадать высокотехнологичные сферы производства и конечные потребители, экономические потери отечественных потребителей всегда превышают экономический выигрыш отечественных производителей.
Кроме того, важным аргументом против протекционизма является угроза монополизации: защита от внешней конкуренции может помочь монополистам установить полный контроль над внутренним рынком. Примером может служить быстрая монополизация промышленности в США, Германии и России в конце XIX — начале XX вв., произошедшая в условиях проведения ими протекционистской политики. А также, протекционизм иногда вызывает ответные меры в других странах.
Некоторые экономисты пытаются выработать нейтральный взгляд на протекционизм, фритредерство, рассматривая их влияние на рост национального благосостояния через анализ выигрышей и потерь. По их мнению, выгода от применения экспортных и импортных пошлин может быть противопоставлена производственным и потребительским потерям, возникающим от искажения мотивов поведения как производителей, так и потребителей. Однако возможен и такой случай, когда выгода от улучшения условий торговли после введения внешнеторговых налогов превышает потери от неё. Главная предпосылка улучшения условий торговли от введения пошлины — наличие у страны рыночной власти, то есть способности одного или группы продавцов (покупателей) в стране влиять на цены экспорта и/или цены импорта.
К негативным чертам и последствиям избыточно жёсткого протекционизма относят также:
- Опасность возникновения монополий внутри страны, пользующимися защитой государства[9];
- Опасность потери компетенций в мировом распределения труда[46];
- Потеря рабочих мест людей, которые вписаны в мировое распределение труда[46];
- Поддержка неэффективных и малоэффективных производителей товаров и услуг[47];
- Как правило, завышенные цены для конечного потребителя из-за сниженной конкуренции[47];
- Отсутствие мотивации на улучшение качества предоставляемых услуг и товаров из-за отсутствия конкурентов[48];
- Снижение доходов от поступления таможенных пошлин на ввоз товаров и услуг[49];
- Нарастающая потребность ввоза и обработки сложнозаменяемых сырьевых ресурсов, рост их номенклатуры и усложнение логистики[48];
- Опасность введения протекционистских мер против отечественных производителей и поставщиков товаров и услуг другими странами[46];
- Замедление научно-технического прогресса из-за дублирования НИОКР и производств различными странами[9];
- Удорожание работ и услуг на исследование и разработку и как следствие на конечную цену, из-за ограниченного рынка сбыта конечной продукции или услуги (при вводе ограничительных мер на экспорт произведённой продукции)[48];
- Концентрация капитала и ресурсов в отраслях, которые неэффективны с точки зрения внешней торговли, что приводит к упущенным возможностям роста[48];
- Опасность военного противостояния стран и экономических и военных блоков из-за чрезмерного протекционизма (см.  Причины Первой Мировой и Второй Мировой войн);
- Также протекционизм может приводить к образованию, упрочению и разрастанию огромного нерыночного сектора, ориентированного в первую очередь на военные нужды[47].

Большое число экономистов на Западе — сторонников принципов Вашингтонского консенсуса — считают, что протекционизм оказывает негативное влияние на экономический рост и благосостояние, в то время как фритредерство, дерегуляция и снижение торговых барьеров оказывают позитивный эффект на экономический рост.

## История протекционизма

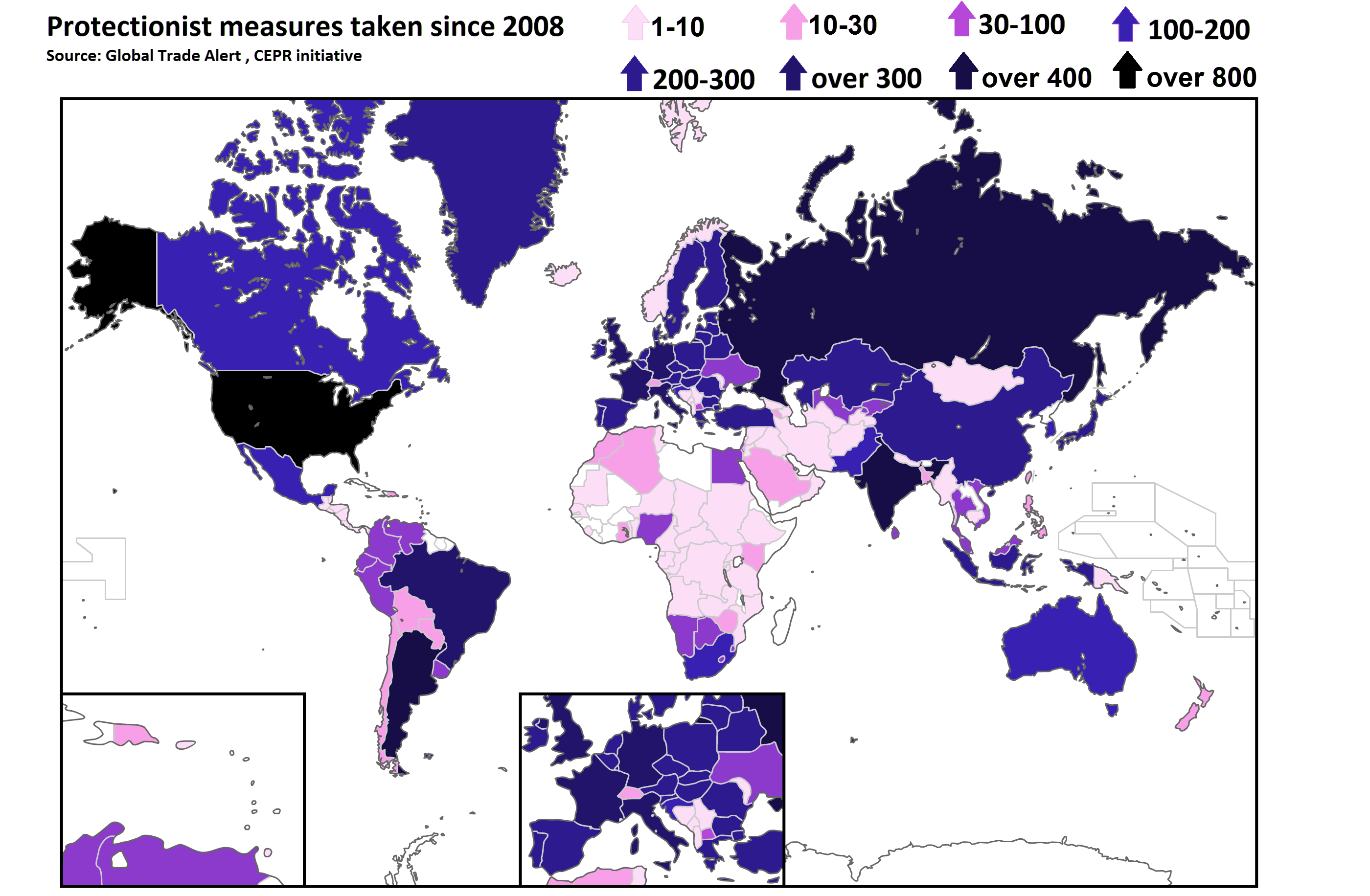
Протекционистские меры, принятые в 2008—2013 по данным Global Trade Alert

Известные классические экономисты, такие как Давид Рикардо и Адам Смит, опровергали протекционализм и выступали за свободную торговлю; также с лёгкой руки Адама Смита протекционизм XVI—XVIII вв. стали называть меркантилизмом. И хотя сегодня существуют два разных понятия — протекционизм и меркантилизм, но экономические историки применительно к эпохе XVII—XVIII вв. ставят между ними знак равенства. Историк П. Байрох уточняет, что начиная с 1840-х гг. меркантилизм стал называться протекционизмом.
Однако в XVIII в. протекционизм оставался господствующей доктриной, признанной ведущими государствами Европы: Великобританией, Пруссией, Австрией, Швецией. В XIX в. протекционизм стал замещаться доктриной свободной торговли, инициатором которой была Великобритания, однако и в этот период было много сторонников протекционизма. Среди экономистов, развивавших данное учение, наиболее известным является Фридрих Лист (Германия); кроме него известны: Генри Кэри и Александр Гамильтон (США), Жан-Антуан Шапталь и Шарль Дюпен (Франция), Адам Мюллер (Германия). В России активными сторонниками протекционизма являлись Егор Францевич Канкрин (который был идеологом знаменитого тарифа 1822 года, просуществовавшего с некоторыми изменениями до конца 1850-х гг.), Иван Алексеевич Вышнеградский и Сергей Юльевич Витте — министры финансов в правительствах Николая I и Александра III, проводившие соответствующую политику, а также Дмитрий Иванович Менделеев.
Повсеместное внедрение элементов политики протекционизма началось в континентальной Европе в конце XIX в., после затяжной экономической депрессии 1870—1880-х гг. После окончания депрессии во всех странах, проводивших эту политику, начался быстрый промышленный рост. В США политика протекционизма наиболее активно проводилась в период между концом Гражданской войны (1865 г.) и концом Второй мировой войны (1945 г.), в неявной форме продолжаясь до конца 1960-х гг. В Западной Европе повсеместный переход к жёсткой протекционистской политике произошёл в начале Великой депрессии (1929—1930 гг.). Эта политика продолжалась до конца 1960-х гг., когда в соответствии с решениями, т. н., «Кеннеди-раунда» США и западноевропейские страны осуществили скоординированную либерализацию своей внешней торговли.

### В Российской Империи
Начало протекционистской политики в России положено Петром I, в 1724 г. введшим таможенный оклад, размер которого определялся в зависимости от уровня развития собственного производства.
В то же время протекционизм в России как последовательный стратегический курс ассоциируется в первую очередь с именем Сергея Юльевича Витте, определявшего российскую экономическую политику в 1892 — 1903 гг. Предложенная и во многом реализованная «русская национальная доктрина», суть которой можно сформулировать как «догоняющее развитие на основе ускоренной модернизации», опиралась как на опыт предшествовавшего периода, связанного с именем министра финансов России Вышнеградского Ивана Алексеевича, так и на теоретические положения классика немецкой исторической школы Даниэля Фридриха Листа. Последний был активным сторонником жесткого протекционизма в целях индустриализации и так называемого «позитивного национализма». Витте нашёл у Листа то, что искал: «здоровый национализм», позволявший преодолеть космополитизм английской школы и представлявшийся надежным фундаментом для построения здания капитализма в России.
Как отмечал Витте, внешнеторговый курс на защиту отечественной промышленности был намечен Вышнеградским, в последний год правления которого — 1891 г. — был «введен строго протекционистский и систематический таможенный тариф». Его ставки по большинству видов промышленной и сельскохозяйственной продукции значительно превышали ставки тарифа 1868 г., поэтому большинство пошлин стали, по сути, запретительными. При этом существенно возросли пошлины и на товары (металлургические и машинотехнические изделия), которые требовались для таких бурно развивавшихся секторов экономики, как железнодорожный транспорт и машиностроение. Очевидно, акцент здесь в первую очередь делали на продукции отечественного производства. В то же время ставка тарифа на товар широкого спроса — хлопчатобумажные изделия — осталась практически на прежнем уровне, что, видимо, не позволяло «расслабиться» отечественным производителям мануфактуры.
Цели и задачи протекционистской политики были сформулированы в программе развития промышленности и торговли России, разработка которой была завершена осенью 1893 г. Необходимость протекционистских мер объясняли невозможностью открытой конкуренции российской индустрии, только что вышедшей из периода «утробного развития», с промышленностью стран Запада, «организованной и в техническом, и в экономическом, и в общественном отношениях». Указывали и на необходимость преодоления чрезмерной сырьевой ориентации российского экспорта: «Наш вывоз до сих пор сосредотачивается преимущественно на сырье, т. е. на наименее доходном в международной торговле товаре», и нужно «постепенно подготовить переход к относительно большему вывозу переработанных продуктов, благодаря чему народный труд будет извлекать большие выгоды из экспорта, до сих пор оплачивающего преимущественно наши естественные богатства». Меры таможенной защиты оказались эффективным средством борьбы с конкурентами из ряда европейских стран, которые в тот период почти закрывали свои рынки и открыто поддерживали внешнюю экспансию своих производителей, речь шла в первую очередь о Германии, с которой России пришлось вести, по словам Витте, «беспощадную таможенную войну». Благодаря применению фактически запретительных пошлин России в итоге удалось заключить с Германией взаимовыгодное соглашение. Договоры на тех же принципах были позже подписаны и с другими странами, в частности с Францией и Австро-Венгрией; «Система торговых договоров превратила таможенные ставки в одно из средств и даже одну из целей внешнеполитических государственных отношений».
В 1903 г. был принят новый таможенный тариф, изменение ставок которого не было столь радикальным, как в 1891 г. Его введение на практике означало продолжение прежнего внешнеэкономического курса. Вместе с тем Витте, осознавая односторонность протекционистской политики и следуя концепции Листа, рассматривал высокие таможенные барьеры как временное явление. По мере укрепления национальной промышленности торгово-экономическая политика должна была становиться все более либеральной. От протекционизма конца XIX — начала XX в. страдали как широкие слои населения, вынужденные покупать подорожавшие менее качественные отечественные товары, так и отдельные секторы народного хозяйства. Исследователь российской таможенной политики, профессор Томского университета М.Н. Соболев считал, что доминирующая фискальная цель была «блестяще осуществлена при величайшем напряжении платежных сил народной массы». По его оценке, во второй половине XIX в. русский народ благодаря повышенным таможенным тарифам положил «на алтарь отечественной промышленности» 14 — 15 млрд руб.
Благодаря последовавшим мерам правительства Витте — проведению денежной реформы 1895 — 1897 гг. и укреплению российской валюты, принятию таможенного тарифа 1891 г., получению новых госзаймов, направленных на перевооружение армии, строительство железных дорог, модернизацию тяжелой промышленности, — иностранный капитал активно устремился в Россию. Причем администрация Витте, как и последующие правительства, при всех изменениях политико-экономического курса неуклонно придерживалась линии на поощрение «иностранного присутствия» в экономике России. В феврале 1899 г. Витте обратился с секретным докладом к императору, в котором, помимо прочего, утверждалось, что приток иностранных капиталов позволит создать конкурентную среду для российских промышленников и заставит их снизить цены на продукцию фабрично-заводской промышленности. По сути, это означало предложение создать равные условия для конкуренции отечественных и зарубежных промышленников.

### В Советском Союзе
В СССР как протекционистская мера практиковалась монополия внешней торговли  — исключительное право государства на внешнеэкономическую деятельность.
Монополия внешней торговли была введена сразу после установления советского строя и отменена немедленно после перехода к свободному рынку. С образованием мировой социалистической системы рубежи советского протекционизма отодвигались от границ СССР, советская плановая система «приоткрывалась» по отношению к народному хозяйству большинства других социалистических стран. Причем степень открытости определялась в зависимости от уровня политических отношений. Так, до 1960 г. главным торговым партнёром СССР была Китайская Народная Республика, но после резкого ухудшения политических отношений с КНР с 1961 г. и вплоть до ликвидации в начале 1990-х годов Совета Экономической Взаимопомощи (СЭВ) первое место по объёму экспорта и импорта в СССР удерживала ГДР.
Технократический подход в сочетании с идеологическими постулатами предопределил советское понимание экономической безопасности государства. Чрезвычайно диверсифицированная структура советской экономики, лидерство по валовому производству отдельных видов продукции, наконец, достижения военно-промышленного комплекса (казалось бы, замкнутой и закрытой от внешнего воздействия сферы производства) создавали иллюзорное представление, что цель — обеспечить экономическую безопасность — вполне достижима, если уже не достигнута. Однако в случае советской системы создание для промышленности «тепличных» условий за счет её ограждения от международной конкуренции дало результат, обратный ожидаемому.

### В современной России
Иностранным компаниям могут разрешить участвовать в госзакупках, если они будут гарантировать локализацию производства в России, заявил 9 июля 2014 года глава правительства Дмитрий Медведев. Он также отметил, что Россия вправе ограничивать ввоз продукции, аналоги которой в стране уже производятся, в той мере, в которой это позволяют нормы Всемирной торговой организации, а одним из таких механизмов может стать регулирование системы госзакупок.